# Joseph Mazzinghi
Joseph Mazzinghi (* 25. Dezember 1765 in London; † 15. Januar 1844 in Stratton-on-the-Fosse bei Bath) war ein englischer Komponist der Klassik.

## Leben und Wirken
Joseph Mazzinghi war der älteste Sohn des aus Korsika abstammenden Tommaso Mazzinghi, der in London als Weinhändler, Geiger, Komponist und als Dirigent des Orchesters von Marylebone Gardens tätig war. Joseph Mazzinghi erhielt ersten Musikunterricht bei verschiedenen Familienmitgliedern, bevor Unterricht bei Johann Christian Bach nahm. 1775 wurde er im Alter von nur 10 Jahren Titularorganist an der portugiesischen Kapelle in London. Weiteren Musikunterricht erhielt er von Pasquale Anfossi und Antonio Sacchini. 1779 erhielt Mazzinghi eine Stelle als Kopist und als Musikassistent am King’s Theatre. Dort wurde er 1784 Cembalist und von 1786 bis 1789 Hauskomponist. 1787 wurde er in die „Royal Society of Musicians“ aufgenommen. Von 1790 bis 1792 war er für das Pantheon Opera House tätig. In diesen Funktionen komponierte Mazzinghi mehrere Opern, Ballettmusiken und stellte Pasticcios zusammen.
In der Zeit von 1792 bis 1798 komponierte er mehrere Opern für das Theatre Royal, Covent Garden. Er war ein begehrter Klavierlehrer für die Mitglieder der Oberschicht, Organisator der „Concerts of the Nobility“ und er erhielt die Aufsicht über die Konzerte im Londoner Carlton House und die im Royal Pavilion in Brighton. Mazzinghi war Teilhaber des Verlagshauses Goulding, D'Amaine & Co, die ab 1792 seine Werke veröffentlichten. Er war der erste englische Komponist, der seine Werke mit fortlaufenden Opuszahlen publizierte.
Laut François-Joseph Fétis wurde er durch König Georg IV. in den Adelsstand erhoben, bevor er sich auf seinen Altersruhesitz in Bath zurückzog. Mazzinghi verstarb am 15. Januar 1844 beim Besuch seines Sohnes, der im Downside College in Stratton-on-the-Fosse bei Bath studierte. Er wurde am 25. Januar in der katholischen Kapelle von Chelsea beigesetzt.